# Sinisation
La sinisation, du préfixe sino- « chinois, relatif à la Chine », est le processus par lequel les sociétés non chinoises subissent l'influence de la culture chinoise, en particulier la langue, les normes sociétales et l'identité ethnique du peuple Han, le plus grand groupe ethnique de Chine.
Les domaines d'influence comprennent l'alimentation, l'écriture, l'industrie, l'éducation, la langue, le droit, le style architectural, la politique, la philosophie, la religion, la science, la technologie, les systèmes de valeurs et le mode de vie,.
En particulier, la sinisation peut faire référence à des processus ou des politiques d'acculturation, d'assimilation ou d'impérialisme culturel des normes de la Chine sur les sociétés voisines d'Asie de l'Est ou sur les groupes ethniques minoritaires en Chine. Les histoires de la Corée, du Japon et du Viêt Nam témoignent de ce processus par l'adoption du système d'écriture chinois, qui a longtemps été un élément unificateur de la sinosphère en tant que véhicule d'exportation de la culture chinoise vers ces pays asiatiques.
Taïwan a aussi été sinisée à partir de 1662 par le général Koxinga, chef de guerre de l'armée Ming venus sur l'île avec 25 000 hommes et 1000 lettrés pour la siniser.
D'autres régions et peuples, faisant aujourd'hui parie de la Chine mais ne l'ayant pas toujours été, sont concernés par la sinisation, comme les Ouïghours au Turkestan oriental, les Tibétains au Tibet, les Mongols de la Mongolie-Intérieure, les Mandchous en Mandchourie. 